# Gold frame
 (décembre 2023).
Un Gold frame (cadre en or) est une pièce jointe à une décoration militaire délivrée par les armées de certains pays. Le cadre en or est conçu pour entourer un ruban de récompense et constitue généralement un moyen de distinguer la qualité particulière du ruban ou d'indiquer une réalisation supplémentaire par rapport aux critères de base de la récompense.
Le cadre en or est normalement une pièce jointe automatique à la décoration du ruban. Dans certains cas, cependant, les récompenses peuvent être décernées avec ou sans cadre d'or, en fonction du niveau de réussite. C'est le cas de l'armée de l'air des États-Unis (US Air Force), qui désigne le cadre doré par l'expression "gold border" (bordure dorée). Le Air Force Expeditionary Service Ribbon (ruban de service expéditionnaire de l'US Air Force) peut être présenté avec une bordure dorée lorsque la décoration est décernée pour un service dans une zone de combat désignée.
Le cadre et la bordure dorés ne sont prévus que pour les rubans et il n'existe pas de dispositions relatives à l'attribution de médailles.

## États-Unis

### Service actif
| Presidential Unit Citation (US Army & US Air Force; La version de l'US Air Force peut être émise sans bordure dorée) |
| Presidential Unit Citation (US Public Health Service; Un cadre en or indique une deuxième récompense)                |
| Joint Meritorious Unit Award                                                                                         |
| Valorous Unit Award (US Army)                                                                                        |
| Meritorious Unit Commendation (US Army)                                                                              |
| Superior Unit Award (US Army)                                                                                        |
| US Air Force Expeditionary Service Ribbon (Air Force; may be issued without gold border)                             |
| Secretary of Transportation Outstanding Unit Award (US Cost Guard; désormais obsolète)                               |
| DHS Outstanding Unit Award                                                                                           |

### National Guard et State Guard Forces
| State Guard Association of the United States Superior Unit Citation       |
| Military Emergency Management Specialist Academy Unit Citation            |
| Alabama State Defense Force Outstanding Unit Commendation                 |
| Alaska Governors Distinguished Unit Citation                              |
| California Governor's Outstanding Unit Citation                           |
| California Commanding General's Meritorious Unit Citation                 |
| California State Military Reserve Governor's Outstanding Unit Citation    |
| Delaware National Guard Governor's Meritorious Unit Award                 |
| Delaware National Guard Unit Strength Award                               |
| Florida Governor's Meritorious Unit Citation                              |
| Georgia Distinguished Unit Ribbon                                         |
| Georgia State Defense Force Outstanding Unit Citation                     |
| Idaho Governor's Outstanding Unit Citation                                |
| Idaho Adjutant General's Excellence Award                                 |
| Indiana Guard Reserve Superior Unit Citation                              |
| Iowa Outstanding Unit Award                                               |
| Louisiana F.E. Herbert Meritorious Unit Commendation                      |
| Maryland Adjutant General's Special Recognition Ribbon                    |
| Massachusetts Meritorious Unit Citation                                   |
| Nevada Governor's Outstanding Unit Award                                  |
| New Jersey Governor's Unit Award                                          |
| New Jersey Unit Strength Award                                            |
| New Mexico Outstanding Unit Citation                                      |
| New York Guard Commander's Citation                                       |
| North Carolina Governor's Unit Citation                                   |
| North Carolina Meritorious Unit Citation                                  |
| North Carolina Outstanding Unit Award                                     |
| North Dakota State Outstanding Unit Citation                              |
| North Dakota Governor's Outstanding Unit Citation                         |
| Ohio Military Reserve Commanding General's Meritorious Unit Service Award |
| Oklahoma Governor's Distinguished Unit Award                              |
| Oklahoma Commander’s Trophy Award Ribbon                                  |
| Oregon Superior Unit Ribbon                                               |
| Pennsylvania Governor's Unit Citation                                     |
| Rhode Island Gubernatorial Unit Award                                     |
| South Carolina Governor's Unit Citation                                   |
| South Carolina State Guard Outstanding Unit Citation                      |
| South Carolina State Guard Unit Achievement Award                         |
| South Dakota Desert Storm Unit Citation                                   |
| South Dakota Unit Citation                                                |
| South Dakota Distinguished Unit Award                                     |
| Tennessee Meritorious Unit Citation                                       |
| Tennessee Distinguished Unit Citation                                     |
| Tennessee Outstanding Unit Performance Commendation                       |
| Tennessee Volunteer Recruiting and Retention Unit Citation                |
| Texas Governor's Unit Citation                                            |
| Texas Organizational Excellence Unit Award                                |
| Texas State Guard Meritorious Unit Award                                  |
| Virginia Defense Force Unit Readiness Citation (Dead Eye)                 |
| Washington Unit Citation                                                  |
| West Virginia Distinguished Unit Award                                    |

## Australie
| Unit Citation for Gallantry |
| Meritorious Unit Citation   |

## Viêt Nam
| Presidential Unit Citation (Huy chương Tổng thống) |
| Croix de la Vaillance (Anh-Dũng Bội-Tinh)          |
| Médaille des actions civiles (Vietnam)             |

## Autres pays
| Presidential Unit Citation (Corée du Sud) |
| Croix de guerre (Luxembourg)              |
| Presidential Unit Citation (Philippines)  |

## Source
- (en) Cet article est partiellement ou en totalité issu de l’article de Wikipédia en anglais intitulé « Gold frame » (voir la liste des auteurs).